# 日高三岡站

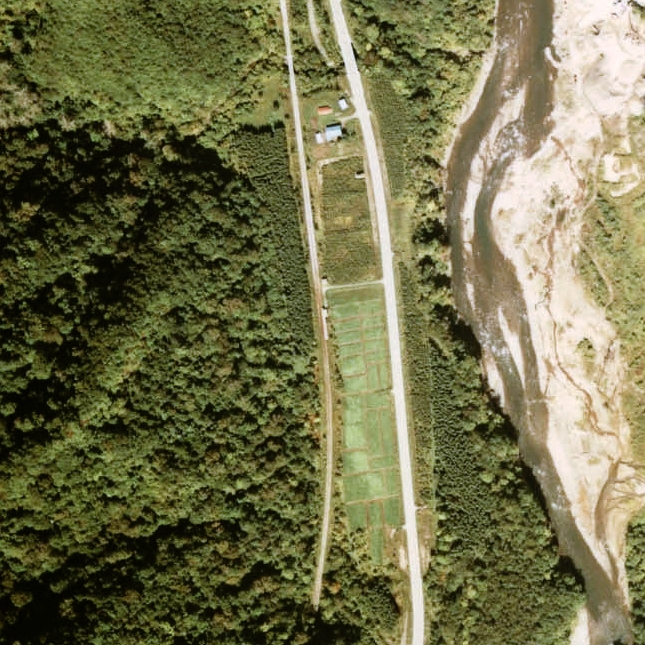
1977年的日高三岡站與方圓約500米範圍。上方是日高町方向。上方圖片外邊設有三岡橋。村落位於右邊沙流川對面岸。此站的規模如臨時乘降場，設有簡單的月台和候車室。周邊只有一間民居和農田，現在除了道路以外，全部恢複為原野。

日高三岡站（日语：／ Hidaka-Mitsuoka eki */?）是位於北海道沙流郡日高町字三岩，日本國有鐵道的富內線車站（廢站）。隨著富內線廢除，車站在1986年（昭和61年）11月1日廢除。

## 歷史
- 1964年（昭和39年）11月5日 - 國有鐵道富內線振內站至日高町站之間開通，此站啟用[1]。當時為客運車站[1]。
- 1986年（昭和61年）11月1日 - 富內線全線廢除，此站也廢除[2]。

### 站名的由來
車站名稱取自地名。為了區別小海線三岡站，因此冠上了舊國名「日高」。
車站南邊設有名為三菜頃(サンナコロ)的村落，北邊設有名為岡春部(オカシュンベ)的村落，因此此地取自兩村落的頭文字，使地名名為「三岡」。另外，三菜頃與更南邊的岩內合併，成為「三岩」，而岡春部則變成「富岡」。

## 車站構造
截至車站廢除前，此站是地面車站，設有1面1線的單式月台。月台位於路軌東邊（日高町方向的列車會開啟右邊車門）。此站沒有轉轍器。
在車站啟用時已經是無人車站，沒有車站大樓。月台北邊出入口附近設有上蓋候車室。

## 車站周邊
車站位於山中。
- 國道237號（日高國道）
- 北海道道847號三岩日高線（日语：北海道道847号三岩日高線）
- 沙流川[5]
- 岡春部川[5]
- 轟淵 - 車站南邊約0.6公里[4]。

## 現況
截至2011年（平成23年），車站遺址變成一片雜草叢生的地區，竹子很茂密，因此較難確認車站位置。
另外，車站遺址靠近日高町一方國道旁邊，還保存了隧道口、護土牆和防落石圍欄。隧道口截至1999年（平成11年）已經被圍封，以便進行「隧道事故檢測傳感器」實驗。

## 相鄰車站
日本國有鐵道
富內線
日高岩內－日高三岡－日高町

## 注腳
1. 1 2 3 4  石野哲（編）. . JTB. 1998: 866. ISBN 978-4-533-02980-6 （日语）.
2. 1 2  . 官報. 1986-10-14 （日语）.
3. ↑   第1版. 札幌市: 日本国有鉄道北海道総局. 1973-03-25: 127. ASIN B000J9RBUY （日语）.
4. 1 2 3 4 5  書籍《国鉄全線各駅停車1 北海道690駅》（小學館，1983年7月發行）108頁。
5. 1 2  書籍《北海道道路地図 改訂版》（地勢堂，1980年3月發行）11頁。
6. 1 2  書籍《北海道の鉄道廃線跡》（著：本久公洋，北海道新聞社，2011年9月發行）92-94頁。
7. ↑  書籍《鉄道廃線跡を歩くVII》（JTB出版，2000年1月發行）66頁。